# Planaltino
Planaltino är en kommun i Brasilien.   Den ligger i delstaten Bahia, i den östra delen av landet, 900 km öster om huvudstaden Brasília. Antalet invånare är 8 822.
Omgivningarna runt Planaltino är huvudsakligen savann. Runt Planaltino är det ganska glesbefolkat, med 28 invånare per kvadratkilometer.